# Sørvágsvatn
Sørvágsvatn è un lago situato nella parte meridionale dell'isola di Vágar, parte delle Isole Fær Øer, con una superficie di 3,4 km². È il lago più grande dell'arcipelago.

## Origine e uso del nome
Sulla sponda occidentale il lago è chiamato Sørvágsvatn, dalla città di Sørvágur a ovest, e Leitisvatn sulla sponda orientale. Al centro del lago corre il confine municipale con Miðvágur a est.
In volgare, lo specchio d'acqua è chiamato semplicemente Vatnið (il lago).

## Geografia

La sponda meridionale del lago si trova a 32 m sul livello del mare direttamente sopra il mare

Sørvágsvatn/Leitisvatn si trova a 32 metri sopra il livello del mare nel sud dell'isola di Vágar. Il lago si estende da nord a sud per una lunghezza di circa 6 chilometri ed è largo al massimo 800 metri. Con 59 metri di profondità, è anche il lago più profondo delle Isole Faroe. Il suo punto più basso è 27 m sotto il livello del mare.
A sud viene drenato nell'Oceano Atlantico settentrionale dal torrente Bøsdalaá e dalla successiva cascata Bøsdalafossur.

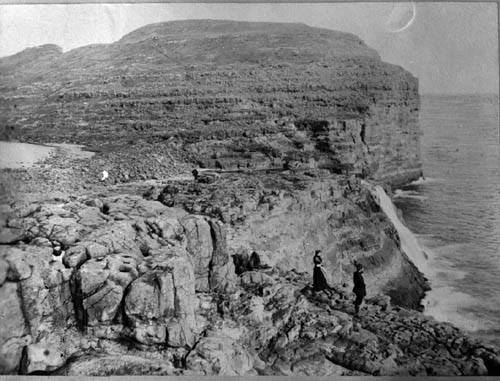
La cascata Bøsdalafossur forma lo sbocco del lago nell'Oceano Atlantico (foto del 1899)

Questa circostanza fa sì che alcune mappe (panoramiche) diano l'impressione che il lago abbia accesso al (o dal) mare e sia quindi una specie di fiordo. Tuttavia, Bøsdalafossur cade verticalmente nel mare per 32 metri. Anche la scogliera Trælanípa si trova in questa parte meridionale della costa.
Sulla sponda settentrionale opposta del lago si trova la città di Vatnsoyrar; è l'unica città senza sbocco sul mare nelle Isole Fær Øer. Qui si trova l'unica spiaggia sabbiosa del lago, mentre il resto della costa è roccioso.

## Turismo
Un sentiero escursionistico corre lungo entrambe le sponde del lago e offre una vista di Koltur, Hestur, Sandoy, Skúvoy e, quando la visibilità è buona, anche di Suðuroy.
Questo angolo delle Isole Fær Øer è considerato uno dei più scenografici, poiché in un unico luogo si trovano quasi tutti i tipici paesaggi faroesi: il lago, il ruscello, la cascata, il mare; sono presenti pascoli pianeggianti e pendii erbosi, spiagge di scogliera piatta e scogliere frastagliate.
È possibile, dalle sue sponde, avvistare spesso delle foche.
Nel lago sono particolarmente comuni il salmerino alpino e la trota faroese, la cui presenza favorisce l'ittiturismo.

## Storia
Quando le Isole Fær Øer furono occupate dal Regno Unito durante la seconda guerra mondiale, il lago fungeva da aeroporto per idrovolanti. Poco dopo, l'aeroporto di Vágar fu costruito sulla sua sponda occidentale.